# Arrondissement de Sarzane
L'arrondissement de Sarzane est un ancien arrondissement du département des Apennins créé le 4 juin 1805 et supprimé le 11 avril 1814.

## Composition
l'arrondissement de Sarzane comprenait les cantons de Albiano di Magra, Calice al Cornoviglio, Fivizzano, La Spezia, Lerici, Levanto, Sarzana, Sesta Godano et Vezzano Ligure.